# Les Géants de l'Ouest
Pour plus de détails, voir Fiche technique et Distribution.
Les Géants de l'Ouest (The Undefeated) est un western américain réalisé par Andrew V. McLaglen, sorti en 1969.

## Synopsis
En 1865, aux États-Unis, la Guerre de Sécession s'achève tout juste. Le colonel John Henry Thomas quitte l'armée nordiste et, avec ceux qui restent de ses anciens hommes, convoie jusqu'à Durango, au Mexique, les chevaux qu'il vient de vendre à l'Empereur Maximilien. En chemin, il sauve d'une bande de pillards une communauté de familles, menée au Mexique par l'ancien colonel de l'armée sudiste James Langdon, pour fuir la famine et les éventuelles représailles consécutives à ces années de guerre.

## Fiche technique
- Titre : Les Géants de l'Ouest
- Titre original : The Undefeated
- Réalisation : Andrew V. McLaglen
- Scénario : James Lee Barrett, d'après une histoire de Stanley L. Hough, tirée d'un roman Lewis B. Patten
- Photographie : William H. Clothier
- Musique (et direction musicale) : Hugo Montenegro
- Costumes : Bill Thomas
- Direction artistique : Carl Anderson
- Décors : Walter M. Scott et Chester L. Bayhi
- Montage : Robert Simpson
- Producteur : Robert L. Jacks
- Société de production et de distribution : 20th Century Fox
- Genre : Western
- Couleur (en Panavision) - 113 minutes
- Dates de sorties :
  - États-Unis : 4 octobre 1969 (première à La Nouvelle-Orléans)
  - États-Unis : 27 novembre 1969 (ensemble du territoire)
  - France : 31 octobre 1969
- Affiches : Raymond Elseviers (Belgique), Boris Grinsson (France)

## Distribution

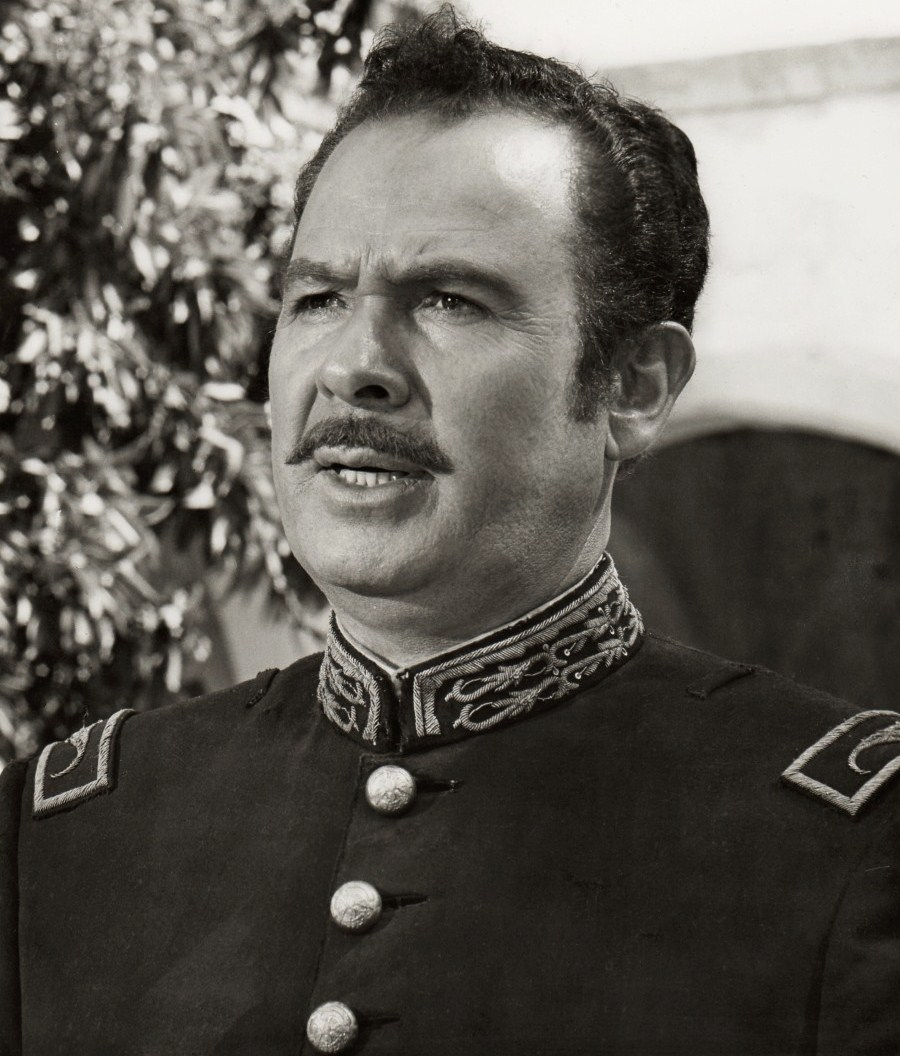
Antonio Aguilar (photo promotionnelle)

- John Wayne (VF : Raymond Loyer) : Le colonel John Henry Thomas
- Rock Hudson (VF : Jean-Claude Michel) : Le colonel James Langdon
- Antonio Aguilar (VF : Roger Carel) : Le général Rojas
- Roman Gabriel (VF : Bachir Touré) : Blue Boy
- Marian McCargo (VF : Jacqueline Ferrière) : Ann Langdon
- Lee Meriwether : Margaret Langdon
- Merlin Olsen (VF : Claude Joseph) : Little George
- Melissa Newman : Charlotte Langdon
- Bruce Cabot (VF : André Valmy) : James Newby
- Michael Vincent (VF : Georges Poujouly) : Bubba Wilkes
- Ben Johnson (VF : Pierre Leproux) : Short Grub
- Edward Faulkner (VF : Jean-Louis Maury) : Le capitaine Anderson
- Harry Carey Jr. : Webster
- Paul Fix (VF : Jean Michaud) : Le général Joe Masters
- Royal Dano (VF : René Arrieu) : Le major Sanders
- Richard Mulligan : Dan Morse
- Carlos Rivas (VF : Bernard Woringer) : Diaz
- John Agar : Christian
- Guy Raymond (VF : René Bériard) : Giles
- Don Collier (VF : Robert Bazil) : Goodyear
- Big John Hamilton : Mudlow
- Dub Taylor (VF : Philippe Dumat) : McCartney
- Henry Beckman (VF : Albert Médina) : Thad Benedict
- Victor Junco : Le major Tapia
- Robert Donner : Judd Mailer
- Pedro Armendáriz Jr. (VF : Serge Lhorca) : Escalante
- James Dobson : Jamison
- Rudy Diaz : Sanchez
- Richard Angarola (VF : Gabriel Cattand) : Petain
- James McEachin (VF : Bachir Touré) : Jimmy Collins
- Gregg Palmer (VF : Michel Gudin) : Parker
- Juan Garcia : Le colonel Gomez
- Kiel Martin : Le coureur de l'Union
- Bob Gravage : Joe Hicks
- Chuck Roberson : L'officier yankee à la traversée de la rivière (et cascadeur non crédité)

## Critique
Outre Rock Hudson, ce western de facture classique réunit à nouveau, autour de John Wayne, sa "bande" habituelle, que l'on retrouve plus ou moins dans la filmographie du "Duke" depuis le tournant des années 1950 - notamment les réalisations de John Ford - : Harry Carey Jr., Bruce Cabot, Ben Johnson, John Agar, Paul Fix, Pedro Armendariz Jr....